# Campeonato Neerlandés de Fútbol 1928-29
El Campeonato Neerlandés de Fútbol 1928/29 fue la 41.ª edición del campeonato de fútbol de los Países Bajos. Participaron 50 equipos divididos en cinco divisiones. El campeón nacional sería determinado por un grupo final formado con los ganadores de las divisiones de fútbol del este, norte, sur y dos del oeste. PSV Eindhoven ganó el campeonato de este año.

## Nuevos participantes
Eerste Klasse Este:
- Promovido desde la 2ª división: HVV Tubantia

Eerste Klasse Norte:
- Promovido desde la 2ª división: WVV Winschoten

Eerste Klasse Oeste-I:
- Trasladado desde Oeste-II: ADO Den Haag, Koninklijke HFC, Sparta Rotterdam y Stormvogels
- Promovido desde la 2ª división: Hermes DVS

Eerste Klasse Oeste-II:
- Trasladado desde Oeste-I: DFC, HFC EDO, SBV Excelsior y HBS Craeyenhout
- Promovido desde la 2ª división: VSV

## Divisiones

### Eerste Klasse Este
| Pos | Equipo             | PJ | PG | PE | PP | GF | GC | Pts | DG  | Notas                                     |
| --- | ------------------ | -- | -- | -- | -- | -- | -- | --- | --- | ----------------------------------------- |
| 1   | Go Ahead           | 18 | 14 | 2  | 2  | 64 | 21 | 30  | +43 | Clasificado al grupo final por el título. |
| 2   | ZAC                | 18 | 14 | 0  | 4  | 55 | 26 | 28  | +29 |                                           |
| 3   | AGOVV Apeldoorn    | 18 | 11 | 2  | 5  | 46 | 34 | 24  | +12 |                                           |
| 4   | SC Enschede        | 18 | 10 | 1  | 7  | 44 | 39 | 21  | +5  |                                           |
| 5   | Heracles           | 18 | 7  | 3  | 8  | 46 | 40 | 17  | +6  |                                           |
| 6   | Vitesse            | 18 | 5  | 3  | 10 | 38 | 53 | 13  | -15 |                                           |
| 7   | HVV Tubantia       | 18 | 6  | 1  | 11 | 34 | 51 | 13  | -17 |                                           |
| 8   | Robur et Velocitas | 18 | 4  | 4  | 10 | 31 | 53 | 12  | -22 |                                           |
| 9   | FC Wageningen      | 18 | 5  | 1  | 12 | 32 | 54 | 11  | -22 |                                           |
| 10  | Enschedese Boys    | 18 | 4  | 3  | 11 | 31 | 50 | 11  | -19 | Descendido a la segunda división.         |

PJ = Partidos jugados; PG = Partidos ganados; PE = Partidos empatados; PP = Partidos perdidos; GF = Goles a favor; GC = Goles en contra; Pts = Puntos; DG = Diferencia de goles

### Eerste Klasse Norte
| Pos | Equipo         | PJ | PG | PE | PP | GF | GC | Pts | DG  | Notas                                     |
| --- | -------------- | -- | -- | -- | -- | -- | -- | --- | --- | ----------------------------------------- |
| 1   | Velocitas 1897 | 18 | 11 | 5  | 2  | 53 | 25 | 27  | +28 | Clasificado al grupo final por el título. |
| 2   | VV Leeuwarden  | 18 | 10 | 4  | 4  | 49 | 45 | 24  | +4  |                                           |
| 3   | Be Quick 1887  | 18 | 10 | 2  | 6  | 54 | 38 | 22  | +16 |                                           |
| 4   | MVV Alcides    | 18 | 8  | 3  | 7  | 45 | 40 | 19  | +5  |                                           |
| 5   | Achilles 1894  | 17 | 8  | 2  | 7  | 34 | 31 | 18  | +3  |                                           |
| 6   | Veendam        | 18 | 6  | 5  | 7  | 42 | 32 | 17  | +10 |                                           |
| 7   | WVV Winschoten | 18 | 7  | 2  | 9  | 37 | 44 | 16  | -7  |                                           |
| 8   | GVAV Rapiditas | 17 | 6  | 2  | 9  | 37 | 48 | 14  | -11 |                                           |
| 9   | LVV Friesland  | 18 | 4  | 3  | 11 | 32 | 44 | 11  | -12 |                                           |
| 10  | GVV Groningen  | 18 | 4  | 2  | 12 | 31 | 67 | 10  | -36 | Descendido a la segunda división.         |

PJ = Partidos jugados; PG = Partidos ganados; PE = Partidos empatados; PP = Partidos perdidos; GF = Goles a favor; GC = Goles en contra; Pts = Puntos; DG = Diferencia de goles

### Eerste Klasse Sur
| Pos | Equipo          | PJ | PG | PE | PP | GF | GC | Pts | DG  | Notas                                     |
| --- | --------------- | -- | -- | -- | -- | -- | -- | --- | --- | ----------------------------------------- |
| 1   | PSV Eindhoven   | 18 | 14 | 3  | 1  | 60 | 22 | 31  | +38 | Clasificado al grupo final por el título. |
| 2   | Willem II       | 18 | 9  | 5  | 4  | 55 | 35 | 23  | +20 |                                           |
| 3   | MVV Maastricht  | 18 | 9  | 1  | 8  | 41 | 35 | 19  | +6  |                                           |
| 4   | NAC             | 18 | 9  | 1  | 8  | 48 | 56 | 19  | -8  |                                           |
| 5   | FC Eindhoven    | 18 | 7  | 3  | 8  | 31 | 33 | 17  | -2  |                                           |
| 6   | NOAD            | 18 | 7  | 1  | 10 | 38 | 41 | 15  | -3  |                                           |
| 7   | RFC Roermond    | 18 | 5  | 5  | 8  | 38 | 43 | 15  | -5  |                                           |
| 8   | LONGA           | 18 | 6  | 3  | 9  | 38 | 46 | 15  | -8  |                                           |
| 9   | BVV Den Bosch   | 18 | 5  | 3  | 10 | 33 | 49 | 13  | -16 |                                           |
| 10  | RKVV Wilhelmina | 18 | 5  | 3  | 10 | 30 | 52 | 13  | -22 |                                           |

PJ = Partidos jugados; PG = Partidos ganados; PE = Partidos empatados; PP = Partidos perdidos; GF = Goles a favor; GC = Goles en contra; Pts = Puntos; DG = Diferencia de goles

### Eerste Klasse Oeste-I
| Pos | Equipo           | PJ | PG | PE | PP | GF | GC | Pts | DG  | Notas                                     |
| --- | ---------------- | -- | -- | -- | -- | -- | -- | --- | --- | ----------------------------------------- |
| 1   | Sparta Rotterdam | 18 | 11 | 3  | 4  | 57 | 32 | 25  | +25 | Clasificado al grupo final por el título. |
| 2   | ADO Den Haag     | 18 | 11 | 2  | 5  | 46 | 30 | 24  | +16 |                                           |
| 3   | RCH              | 18 | 10 | 1  | 7  | 40 | 41 | 21  | -1  |                                           |
| 4   | Koninklijke HFC  | 18 | 8  | 4  | 6  | 42 | 33 | 20  | +9  | [Oeste-II]                                |
| 5   | VUC              | 18 | 8  | 4  | 6  | 51 | 47 | 20  | +4  | [Oeste-II]                                |
| 6   | Hermes DVS       | 18 | 8  | 4  | 6  | 47 | 48 | 20  | -1  |                                           |
| 7   | FC Hilversum     | 18 | 8  | 2  | 8  | 44 | 48 | 18  | -4  |                                           |
| 8   | AFC Ajax         | 18 | 6  | 2  | 10 | 36 | 39 | 14  | -3  |                                           |
| 9   | Stormvogels      | 18 | 4  | 2  | 12 | 28 | 42 | 10  | -14 | [Oeste-II]                                |
| 10  | UVV Utrecht      | 18 | 3  | 2  | 13 | 36 | 67 | 8   | -31 | Descendido a la segunda división.         |

PJ = Partidos jugados; PG = Partidos ganados; PE = Partidos empatados; PP = Partidos perdidos; GF = Goles a favor; GC = Goles en contra; Pts = Puntos; DG = Diferencia de goles
[Oeste-II] Equipos trasladados a la división Oeste-II para la próxima temporada.

### Eerste Klasse Oeste-II
| Pos | Equipo              | PJ | PG | PE | PP | GF | GC | Pts | DG  | Notas                                     |
| --- | ------------------- | -- | -- | -- | -- | -- | -- | --- | --- | ----------------------------------------- |
| 1   | Feijenoord          | 18 | 13 | 2  | 3  | 60 | 36 | 28  | +24 | Clasificado al grupo final por el título. |
| 2   | HBS Craeyenhout     | 18 | 9  | 4  | 5  | 41 | 30 | 22  | +11 |                                           |
| 3   | Blauw-Wit Amsterdam | 18 | 9  | 3  | 6  | 41 | 36 | 21  | +5  |                                           |
| 4   | VSV                 | 18 | 6  | 6  | 6  | 33 | 34 | 18  | -1  | [Oeste-I]                                 |
| 5   | HVV Den Haag        | 18 | 7  | 3  | 8  | 44 | 44 | 17  | 0   |                                           |
| 6   | DFC                 | 18 | 8  | 1  | 9  | 42 | 47 | 17  | -5  | [Oeste-I]                                 |
| 7   | HFC EDO             | 18 | 7  | 2  | 9  | 42 | 36 | 16  | -6  |                                           |
| 8   | ZFC                 | 18 | 6  | 3  | 9  | 39 | 43 | 15  | -4  |                                           |
| 9   | HVV 't Gooi         | 18 | 7  | 1  | 10 | 38 | 43 | 15  | -5  |                                           |
| 10  | Excelsior           | 18 | 4  | 3  | 11 | 30 | 61 | 11  | -31 | [Oeste-I]                                 |

PJ = Partidos jugados; PG = Partidos ganados; PE = Partidos empatados; PP = Partidos perdidos; GF = Goles a favor; GC = Goles en contra; Pts = Puntos; DG = Diferencia de goles
[Oeste-I] Equipos trasladados a la división Oeste-I para la próxima temporada.

### Grupo final por el título
| Pos | Equipo           | PJ | PG | PE | PP | GF | GC | Pts | DG  |
| --- | ---------------- | -- | -- | -- | -- | -- | -- | --- | --- |
| 1   | PSV Eindhoven    | 8  | 6  | 0  | 2  | 27 | 11 | 12  | +16 |
| 2   | Go Ahead         | 8  | 5  | 0  | 3  | 21 | 12 | 10  | +9  |
| 3   | Feijenoord       | 8  | 4  | 0  | 4  | 14 | 11 | 8   | +3  |
| 4   | Sparta Rotterdam | 8  | 3  | 1  | 4  | 11 | 13 | 7   | -2  |
| 5   | Velocitas 1897   | 8  | 1  | 1  | 6  | 5  | 31 | 3   | -26 |

PJ = Partidos jugados; PG = Partidos ganados; PE = Partidos empatados; PP = Partidos perdidos; GF = Goles a favor; GC = Goles en contra; Pts = Puntos; DG = Diferencia de goles
|                                   |
| Campeón PSV Eindhoven 1.er título |